# Arisnoide Despaigne
Arisnoide Despaigne (* 1986 in Santiago de Cuba) ist ein kubanischer Boxer. Er wurde 2013 Vize-Weltmeister im Weltergewicht.

## Werdegang
Arisnoide Despaigne begann als Jugendlicher in seiner Heimatstadt Santiago de Cuba mit dem Boxen. Im Junioren- bzw. Jugendalter schaffte er es noch nicht, sich in der kubanischen Spitzenklasse der Boxer zu etablieren. Nach seinem Wechsel zu den Männern nahm er im Jahre 2005 erstmals an einer kubanischen Meisterschaft teil. Es startete dabei im Halbweltergewicht, verlor aber im Achtelfinale gegen Estenio Guiterrez und belegte den 9. Platz. 2006 startete er bei der 3. Cuban Olympiad in Havanna, einem der bedeutendsten Turniere in Kuba. Er verlor aber wieder im Achtelfinale und zwar gegen seinen Landsmann Yudel Jhonson.
2007 gewann Arisnoide Despaigne die erste Medaille bei einer kubanischen Meisterschaft. Er kam im Halbweltergewicht bis in das Halbfinale, in dem er gegen Richard Poll nach Punkten (9:19) verlor. Bei der kubanischen Meisterschaft 2008 wechselte er, um dem ständigen Abtrainieren zu entgehen, in eine höhere Gewichtsklasse, aber nicht in die nächsthöhere, das Weltergewicht, sondern gleich in das Mittelgewicht. Er schaffte dabei gleich den Sprung in das Finale, in dem er allerdings gegen Emilio Correa ohne Siegchance war und hoch nach Punkten (1:19) verlor. Im Halbfinale davor war ihm ein bemerkenswerter Sieg über Rey Eduardo Recio (24:7) gelungen.
2009 wurde er dann erstmals kubanischer Meister. Im Finale des Mittelgewichts besiegte er dabei Maikel Perez klar nach Punkten (10:1). Diesen Erfolg wiederholte er 2010 mit einem Punktsieg im Finale des Mittelgewichts über Rey Eduardo Recio (7:4). In diesem Jahr gelang ihm dann auch ein weiterer wichtiger Erfolg. Bei der 5. Cuban Olympiad in Camaguey holte er sich den Turniersieg im Weltergewicht. Er besiegte dabei in einem der Vorrundenkämpfe Carlos Banteur nach Punkten (11:4), der in seiner weiteren Karriere einer seiner Hauptkonkurrenten werden sollte. Außerdem siegte Arisnoide Despaigne 2010 in Havanna in einem Länderkampf gegen Kolumbien über Leonardo Carillo nach Punkten.
2011 verlor er im Finale der kubanischen Meisterschaft gegen Carlos Banteur nach Punkten (9:15). Er wurde vom kubanischen Verband aber trotzdem beim Qualifikationsturnier für die Panamerikanischen Spiele in Cumana/Venezuela eingesetzt, verlor dort aber im Weltergewicht gleich seinen ersten Kampf überraschend gegen Carlos Sanchez aus Ekuador.
Im Mai 2012 wurde er beim Amerikanischen Olympia-Qualifikationsturnier in Rio de Janeiro im Weltergewicht an den Start geschickt. Nach einem Sieg über Aaron Price aus Trinidad verlor er aber im Achtelfinale gegen Myke Carvalho aus Brasilien nach Punkten (9:17). Er kam damit nur auf den 9. Platz. Im Dezember 2012 wurde Arisnoide Despaigne dann wieder kubanischer Vizemeister im Weltergewicht. Im Finale unterlag er dabei gegen Rosniel Iglesias, der wenige Monate vorher in London Olympiasieger im Halbweltergewicht geworden war, nach Punkten (7:20). 
2013 gelang Arisnoide Despaigne dann auch auf internationaler Ebene der Durchbruch. Im Juni dieses Jahres siegte er beim Giraldo-Córdova-Cardín-Tournament in Havanna, dem wichtigsten kubanischen Turnier im Weltergewicht. Auf dem Weg zum Turniersieg schlug er dabei u. a. Gabriel Maestre, Venezuela, Islam Edisultanow, Russland und wiederum Rosnierl Iglesias. Bei der Panamerikanischen Meisterschaft in Santiago de Chila kam er zu einem Sieg über Jamontay Clark aus den Vereinigten Staaten. Er verlor aber im Halbfinale die Revanche gegen Gabriel Maestre knapp nach Punkten (1:2 Richterstimmen) und kam damit auf den 3. Platz. Bei der Weltmeisterschaft in Almaty siegte er im Weltergewicht über Hurschid Normatow, Usbekistan (2:1), Iljas Abbadi, Algerien (3:0), Custio Clayton, Kanada (3:0), Aram Amirchanjan, Armenien (3:0) und Gabriel Maestre (3:0). Im Finale verlor er gegen Danijar Jeleussinow aus Kasachstan (0:3) und wurde damit Vize-Weltmeister.

## Internationale Erfolge
| Jahr | Platz | Wettbewerb                                                                 | Gewichtsklasse | Ergebnisse |
| 2006 | 9.    | 3. Cuban Olympiad in Havanna                                               | Halbwelter     | nach einer Punktniederlage im Achtelfinale gegen Yudel Jhonson (7:21) |
| 2008 | 3.    | 4. Cuban Olympiad in Havanna                                               | Mittel         | nach einem Punktsieg über Omar Garcia, Venezuela (13:3) und einer Punktniederlage gegen Carlos Gongora, Ekuador (0:8) |
| 2008 | 3.    | Batalla de Carabobo in Valencia/Venezuela                                  | Mittel         | nach einem Punktsieg über Roamer Angulo, Kolumbien (7:5) und einer Punktniederlage gegen Carlos Gongora |
| 2009 | 1.    | 28. Independence Cup in Santiago de los Caballeros                         | Mittel         | nach einem Abbruch-Sieg in der 2. Runde über Sergio Dantas, Brasilien und Punktsiegen über Willy Medina, Dominikanische Republik (13:7) und Rafael Fernandez, Dominikanische Republik (19:9)                                                                    |
| 2010 | 1.    | 5. Cuban Olympiad in Camaguey                                              | Welter         | nach Punktsiegen über Carlos Banteur (11:4), Rustam Swajew, Kasachstan 88:5), Cameron Hammond, Australien (12:0) und Carl Heild, Bahamas (9:1) |
| 2011 | 9.    | Qualifikationsturnier für die Panamerikanischen Spiele in Cumana/Venezuela | Welter         | nach Punktniederlage gegen Carlos Sanchez, Ekuador |
| 2012 | 5.    | 63. Strandja-Memorial in Sofia                                             | Welter         | nach einem Punktsieg über Islam Edisultanow, Russland 816:13) und einer Punktniederlage gegen Fred Evans, Wales (8:10) |
| 2012 | 9.    | Amer. Olympia-Qualifikationsturnier in Rio de Janeiro                      | Welter         | nach einem Punktsieg über Aaron Prince, Trinidad (14:4) und einer Punktniederlage gegen Myke Carvalho, Brasilien (9:17) |
| 2012 | 1.    | 42. Giraldo-Córdova-Cardín-Tournament in Havanna                           | Welter         | nach Punktsiegen über Aymen Mejeri, Tunesien (20:5), Madijar Aschkejew, Kasachstan (21:8), Aides Erbasinoly, Kasachstan (27:11) und Adrian Lescuy Baro, Kuba (19:15)                                                                                            |
| 2013 | 1.    | 18. Copa Roberto-Balado in Havanna                                         | Welter         | nach Punktsiegen über Kleiber Gonzalez, Venezuela (3:0 RS9, Gabriel Maestre, Venezuela (2:1 RS) und Roberto Costudio, Brasilien (3:0 RS) |
| 2013 | 1.    | 43. Giraldo-Córdova-Cardín-Tournament in Havanna                           | Welter         | nach Punktsiegen über Gabriel Maestre (2:1 RS), Islam Edisultanow (2:1 RS), Iljas Abbadi, Algerien (3:0 RS), Rosniel Iglesias, Kuba (2:1 RS) und Bjambyn Tüwschinbat, Mongolei (3:0 RS)                                                                         |
| 2013 | 3.    | Panamerikanische Meisterschaft in Santiago de Chile                        | Welter         | nach einem Punktsieg über Jamontay Clar, USA (3:0 RS) und einer Punktniederlage gegen Gabriel Maestre (1:2 RS) |
| 2013 | 2.    | WM in Almaty                                                               | Welter         | nach Punktsiegen über Hurschid Mormatow, Usbekistan (2:1 RS), Iljas Abbadi (3:0 RS), Custio Clayton, Kanada (3:0 RS), Aram Amirchanjan, Armenien (3:0 RS) und Gabriel Maestre (3:0 RS) und einer Punktniederlage gegen Danijar Jeleussinow, Kasachstan (0:3 RS) |

## Kubanische Meisterschaften "Playa Giron"
| Jahr | Platz | Gewichtsklasse | Ergebnisse |
| 2005 | 9.    | Halbwelter     | nasch Punktniederlage gegen Estenio Guiterrez |
| 2007 | 3.    | Halbwelter     | nach Punktsiegen über Omar Borges (32:7) und Yudennis Thaureaux (5:0) und einer Punktniederlage gegen Richard Proll (9:19)                                                                                                 |
| 2008 | 2.    | Mittel         | nach einem Punktsieg über Yuliesky Vicet (14:1), einem Abbruchsieg in der 3. Runde über Lisael Herrera, Punktsiegen über Vilier Quinones und Rey Eduardo Recio (24:7) und einer Punktniederlage gegen Emilio Correa (1:19) |
| 2009 | 1.    | Mittel         | nach einem Abbruchsieg in der 3. Runde über Yasmani Marzan und Punktsiegen über Rafael Morel (16:2), Irosvany Duvergel 815:8), Jose Luis Cruzata (19:1) und Maikel Perez (10:1)                                            |
| 2010 | 1.    | Mittel         | nach Punktsiegen über Yulietsis Bicet (15:1), Randy Frometa (14:3) und Rey Eduardo Recio (7:4) |
| 2011 | 2.    | Welter         | nach Punktsiegen über Abdiel Verdecia 813:9), Wilson Calvo (19:8), Noelvis Veitia (21.11 und Adria Lescuy Baro (15:11) und einer Punktniederlage gegen Carlos Banteur (9:15)                                               |
| 2012 | 2.    | Welter         | nach Punktsiegen über Reynier Delgado (19:8), Samuel Saul Castro (23:7) und Osnay Bencosme (28:14) und einer Punktniederlage gegen Rosniel Iglesias (7:20)                                                                 |

Erläuterungen
- WM = Weltmeisterschaft
- Halbweltergewicht, Gewichtsklasse bis 64 kg, Weltergewicht, bis 69 kg und Mittelgewicht, bis 75 kg Körpergewicht